# Hekou (socken i Kina, Guangxi)
Hekou (kinesiska: 河口瑶族乡, 河口) är en socken i Kina. Den ligger i den autonoma regionen Guangxi, i den södra delen av landet, omkring 400 kilometer nordost om regionhuvudstaden Nanning. Antalet invånare är 3725. Befolkningen består av 1 770 kvinnor och 1 955 män. Barn under 15 år utgör 12,0 %, vuxna 15-64 år 73 %, och äldre över 65 år 13,0 %.
Genomsnittlig årsnederbörd är 2 418 millimeter. Den regnigaste månaden är juni, med i genomsnitt 468 mm nederbörd, och den torraste är oktober, med 56 mm nederbörd.